# Merten
Merten település Franciaországban, Moselle megyében. Lakosainak száma 1450 fő (2022. január 1.). Merten Berviller-en-Moselle, Creutzwald, Dalem, Falck és Rémering községekkel határos.

## Népesség
A település népességének változása:
| Lakosok száma | 1467 | 1668 | 1598 | 1480 | 1560 | 1529 | 1504 | 1481 | 1471 | 1450 |
|               | 1968 | 1982 | 1990 | 2006 | 2013 | 2015 | 2017 | 2019 | 2020 | 2022 |